# Ernst Polaczek
Ernst Polaczek (geboren 6. Juli 1870 in Reichenberg, Österreich-Ungarn; gestorben 26. Januar 1939 in Freiburg im Breisgau) war ein österreichischer Kunsthistoriker.

## Leben
Ernst Polaczek einer Fabrikantenfamilie studierte ab dem Jahre 1893 an der Kaiser-Wilhelms-Universität in Straßburg. Zuvor hatte er bereits an den Universitäten in Prag, München und Wien einige Semester belegt.
Polaczek meldete sich mit dem Thema Der Übergangsstil im Elsass. Ein Beitrag zur Baugeschichte des Mittelalters zur Promotion an der Philosophischen Fakultät der Kaiser-Wilhelms-Universität Strassburg an. Zuvor hatte er sich bereits im Selbstverlag u. a. mit baugeschichtlichen Themen seiner Geburtsstadt Reichenberg befasst.
Nach erfolgreicher Verteidigung seiner Doktorarbeit bei dem Kunsthistoriker Georg Dehio, der von 1892 bis 1918 an der Straßburger Universität lehrte, absolvierte Polaczek seinen einjährigen Militärdienst als österreichischer Staatsbürger in Wien. Bei seinem Doktorvater Dehio erhielt der Kunsthistoriker eine Assistentenstelle und habilitierte sich 1899.
Als Autor betätigte sich Polaczek in der von Anton Seder und Friedrich Leitschuh herausgegebenen Schriftenreihe Das Kunstgewerbe in Elsass-Lothringen. Ausführlich behandelte Polaczek u. a. die Geschichte der Glasindustrie. Im Jahre 1901 wurde Polaczek Privatdozent und zwölf Jahre später Honorarprofessor an der Strassburger Universität. Der ehemalige Rektor der Straßburger Universität Johannes Ficker hat 1922 als nunmehriger Professor in Halle (Saale) ein Verzeichnis von elsass-lothringischer Schriften sowie der Strassburger Universität von 1872 bis 1916 zusammengestellt und darin Ernst Polaczek als Herausgeber mit aufgeführt:
- Denkmäler der Baukunst im Elsass (zusammen mit Hausmann), 1906;
- Regesten der Bischöfe von Strassburg (zusammen mit Bloch und Wentzke) 1. Band, 1908;
- Verzeichnis des Kunstmuseums der Stadt Strassburg, Dehio, zusammen mit Polczek u. a., 1899 ff.[4]

Hauptberuflich wirkte der Kunsthistoriker seit 1907 als Direktor des Städtischen Kunstgewerbemuseums und ab 1913 als Direktor des Museums der schönen Künste in der Metropole des Reichslandes Elsaß-Lothringen. Als sich Polaczek als Buchautor mit der Kunstgeschichte seiner zweiten Heimat Strassburg betätigte, lebte er in Folge der Ergebnisse des Ersten Weltkriegs in München. Im Vorwort zu Strassburg schrieb Polaczek, dass diese Stadt „… zwanzig Jahre des Verfassers Wohnsitz gewesen ist und mit deren vergangenem Leben er sich verbunden fühlen wird bis an sein Ende“. Über den Einfluss der Politik auf die Kultur im Elsass, während Elsass-Lothringen zum deutschen Kaiserreich gehörte, stellte Polaczek fest: „Es gibt kaum ein Gebiet des öffentlichen Lebens im Elsass, dessen Gestaltung und Entwicklung zwischen 1870 und 1918 nicht durch Politik beeinflusst gewesen wäre. Auch Kunst- und Denkmalpflege sind Politica gewesen.“
Von 1928 bis 1933 wirkte Polaczek durch Vermittlung einer Münchner staatlichen Fürsorgestelle als Direktor der Oberlausitzer Gedenkhalle und des dazugehörigen Kaiser-Friedrich-Museums in Görlitz. Aufgrund seiner jüdischen Herkunft wurde Polaczek gleich zu Beginn der Naziherrschaft diskriminiert. Zunächst verlor er seine Mitgliedschaft im Rotary Club in Görlitz. Obwohl sich Ernst Polaczek um die Neißestadt große Verdienste erworben hatte, wurde er offenbar wegen seines jüdischen Elternhauses von den Machthabern im Nationalsozialismus in den vorzeitigen Ruhestand geschickt. Danach zog er von Görlitz nach Freiburg im Breisgau.
Polaczek wurde auf einem Friedhof im nun französischen Strasbourg begraben.
Er war in erster Ehe seit 1906 verheiratet mit der Historikerin Else Gütschow, der ersten Frau, die an der Universität Straßburg promoviert worden war. Sie starb jedoch schon 1908 im Kindbett. Nach dem Tod von Ernst Polaczek wurde seine zweite Frau Friederike bei einer Razzia verhaftet und im Konzentrationslager Auschwitz 1942 ermordet.
Ein Porträt Polaczeks ist bei den Persönlichkeiten der Stadtgeschichte von Görlitz abgebildet.